# Rosbruck
Rosbruck é uma comuna francesa na região administrativa de Grande Leste, no departamento de Mosela. Estende-se por uma área de 1,41 km². Em 2010 a comuna tinha 761 habitantes (densidade: 539,7 hab./km²).